# Muhammad Sardar
Muhammad Sardar (urdu ‏محمد سردار‎, ur. 2 marca 1944 w Lahaurze) – pakistański zapaśnik walczący w stylu wolnym. Olimpijczyk z Meksyku 1968, gdzie zajął dziesiąte miejsce w kategorii do 57 kg.
Triumfator igrzysk Brytyjskiej Wspólnoty Narodów w 1970. Brązowy medalista igrzysk azjatyckich w 1970.

## Letnie Igrzyska Olimpijskie 1968
| Konkurencja      | Rundy eliminacyjne | Rundy eliminacyjne         | Rundy eliminacyjne      | Klas. końcowa |
| Konkurencja      | Przeciwnik I       | Przeciwnik II              | Przeciwnik III          | Miejsce       |
| ---------------- | ------------------ | -------------------------- | ----------------------- | ------------- |
| 57 kg styl wolny | Don Behm (USA) P   | Badzryn Süchbaatar (MGL) Z | Abutaleb Talebi (IRI) P | 10.           |